# Mitar Novaković
Mitar Novaković (en serbio cirílico: Митар Новаковић; Bar, Montenegro, 27 de septiembre de 1981) es un futbolista montenegrino. Juega de volante y su actual equipo es el FC Amkar Perm de la Primera División de Rusia.

## Selección nacional
Novaković ha sido internacional con la Selección de fútbol de Montenegro, con la que hasta la fecha ha jugado un total de 23 partidos internacionales en los que no ha anotado ningún gol.

## Clubes
| Club                   | País                | Temporadas |
| ---------------------- | ------------------- | ---------- |
| Fudbalski Klub Mornar  | Yugoslavia          | 1998-1999  |
| FK Zvezdara            | Serbia y Montenegro | 1999-2001  |
| BSK Borča              | Serbia y Montenegro | 2001       |
| FK Čukarički Stankom   | Serbia y Montenegro | 2001-2003  |
| FK Radnički Jugopetrol | Serbia y Montenegro | 2003       |
| FK Železnik            | Serbia y Montenegro | 2003-2005  |
| FK Rad                 | Serbia y Montenegro | 2005-2006  |
| OFK Belgrado           | Serbia              | 2006-2008  |
| FC Amkar Perm          | Rusia               | 2008-      |